# Xanthopimpla elegans
Xanthopimpla elegans (лат.) — вид перепончатокрылых наездников-ихневмонид рода Xanthopimpla из подсемейства Pimplinae (Pimplini, Ichneumonidae).

## Распространение
Юго-Восточная Азия. Вьетнам, Индия, Непал, Шри-Ланка, Мьянма, Лаос, Таиланд, Малайзия, Сингапур, Индонезия, Филиппины и Тайвань.

## Описание
Среднего размера перепончатокрылые насекомые. Основная окраска жёлтая с небольшими чёрными пятнами. Среднеспинка с тремя сплошными чёрными пятнами плюс чёрная отметина перед щитиком; область суперомедии закрыта; тергиты 3, 5 и 7 всегда с крупными чёрными пятнами или с чёрными перевязями; ножны яйцеклада примерно в 1,0–1,15 раза больше задней голени. Предположительно, как и близкие виды паразитирует на гусеницах и куколках бабочек (Lepidoptera).
Вид был впервые описан 1879 году, а валидный статус таксона подтверждён в ходе ревизии, проведённой в 2011 году энтомологами из Вьетнама (Nhi Thi Pham; Institute of Ecology and Biological Resources, Ханой, Вьетнам), Великобритании (Gavin R. Broad; Department of Entomology, Natural History Museum, Лондон, Великобритания), Японии (Rikio Matsumoto; Osaka Museum of Natural History, Осака, Япония) и Германии (Wolfgang J. Wägele; Zoological Reasearch Museum Alexander Koenig, Бонн, Германия).
Подвиды
- X. elegans elegans — Индия, Шри-Ланка, Мьянма, Таиланд, Вьетнам, Малайзия, Сингапур, Индонезия;
- X. elegans apicipennis (Cameron)  —  Индия, Непал, Мьянма, Лаос, Таиланд;
- X. elegans cristaminor Townes & Chiu  — Филиппины
- X. elegans insulana Krieger  —  Тайвань